# کشف (مشهد)
کشف روستایی در دهستان طوس بخش مرکزی شهرستان مشهد استان خراسان رضوی ایران در انتهای خیابان توس ۳۳ است.

## جمعیت
بر پایه سرشماری عمومی نفوس و مسکن در سال ۱۳۹۵ جمعیت این روستا ۱۱٬۴۵۹ نفر (۳٬۳۳۰خانوار) بوده‌است.